# 1998년 8월
| 1998년: 1월 · 2월 · 3월 · 4월 · 5월 · 6월 · 7월 · 8월 · 9월 · 10월 · 11월 · 12월 |

| <          | 1998년 8월 | 1998년 8월 | 1998년 8월 | 1998년 8월 | 1998년 8월 | >           |
| 일         | 월         | 화         | 수         | 목         | 금         | 토          |
|            |            |            |            |            |            | 1 6.10 경진 |
| 2 11 신사  | 3 12 임오  | 4 13 계미  | 5 14 갑신  | 6 15 을유  | 7 16 병술  | 8 17 정해   |
| 9 18 무자  | 10 19 기축 | 11 20 경인 | 12 21 신묘 | 13 22 임진 | 14 23 계사 | 15 24 갑오  |
| 16 25 을미 | 17 26 병신 | 18 27 정유 | 19 28 무술 | 20 29 기해 | 21 30 경자 | 22 7.1 신축 |
| 23 2 임인  | 24 3 계묘  | 25 4 갑진  | 26 5 을사  | 27 6 병오  | 28 7 정미  | 29 8 무신   |
| 30 9 기유  | 31 10 경술 |            |            |            |            |             |

| 편집하기 |

## 1998년8월 31일
- 한나라당이 이회창 명예총재를 새 총재로 선출하였다.
- 조선민주주의인민공화국이 미사일을 발사하였다.

## 1998년8월 29일
- 새정치국민회의와 자유신당이 합당을 선언했다.

## 1998년8월 18일
- 김종필 자유민주연합 총재가 국무총리에 취임했다.

## 1998년8월 10일
- 대한민국이 주민번호 포함한 공공번호 83종 연도 표기 방식을 확정했다.

## 1998년8월 7일
- 탄자니아, 케냐의 미국 대사관에서 폭탄 테러가 발생했다.